# Хитин
Хитинът е второто по разпространение в природата полимерно вещество след целулозата. Той е въглехидрат (полизахарид), съдържащ се във външния скелет (кутикула) на раци, насекоми, както и в някои видове гъби, водорасли, дрожди и др., където изпълнява структурно-опорни функции.
В химично отношение представлява линеен хомополизахарид, изграден от N-ацетилглюкозаминови единици, свързани чрез β-(1→4)-връзки. Химичният му строеж е подобен на този на целулозата. В молекулата му се съдържат водородни връзки, които допринасят допълнително за стабилизиране и поддържане на пространствената структура. Степента на полимеризация на хитина е около 2000.
Хитинът не се разтваря във вода, разредени разтвори на киселини и основи и в органични разтворители. По отношение на висока температура и химични въздействия той е по-стабилен от целулозата. Хитинът не се среща в свободно състояние. Получава се най-често при обработване на изходния материал със силни киселини или основи (например HCl или NaOH) при температура 100 °C. При обработката му с концентрирана основа при висока температура той се деацетилира и частично деполимеризира, при което се получава производно (дериват), наречено хитозан. Хитозанът има базични (основни) свойства и дава соли с минерални киселини. Използва се като носител за имобилизиране на ензими, в хранително-вкусовата промишленост и др.
Думата „хитин“ идва от гръцката дума χιτών (хитон), която значи 'външна обвивка; броня'.
1. ↑  1. Колева, М., Д. Колев. Полизахариди. Наука и изкуство, София, 1985.

2. Обретенов, Цв. Хранителна химия. ВИХВП, Пловдив, 2002.